# Di Đà

Vị trí tại Cao Hùng

Di Đà (tiếng Trung: 彌陀區; bính âm: Mítuó Qū) là một khu (quận) của thành phố Cao Hùng, Trung Hoa Dân Quốc (Đài Loan). Di Đà được thành lập từ năm 1920 và hiện có diện tích 14,7772 km², dân số vào tháng 8 năm 2011 đạt 20.297 người thuộc 6.666 hộ gia đình, mật độ cư trú đạt 1373,5 người/km².